# Penthésilée (Kleist)
Pour les articles homonymes, voir Penthésilée (homonymie).
Penthésilée (1808) est une tragédie (Trauerspiel) de Heinrich von Kleist, dont la première représentation eut lieu seulement le 25 avril 1876 à Berlin. La pièce se heurta à l'incompréhension des contemporains de Kleist, notamment à celle de Goethe.
Le thème en est le conflit entre un sentiment individuel puissant et un ordre social qui, d'une façon contraire à la nature, exclut le sentiment naturel. 

## Argument
Penthésilée est la reine des Amazones. À la suite de malheurs qu'elle a connus il y a très longtemps, cette nation n'admet pas les hommes chez elle et elle maintient son existence par un moyen inhabituel. Quand de nouvelles naissances sont nécessaires, cette tribu guerrière attaque un autre peuple, n'importe lequel. Les Amazones ne se servent des hommes qu'elles ont capturés que pour se faire faire des enfants puis elles les laissent repartir. Les nouveau-nés sont tués ou abandonnés s'il s'agit de garçons. Il n'est pas permis à une Amazone de choisir son partenaire. Une loi d'airain prévoit qu'elle doit d'abord vaincre son « fiancé » dans le combat. Cette loi vient du plus profond des âges, de l'Urne de toute sainteté, et la guerrière ignore comment elle a pris naissance : elle est cachée sous des voiles mystérieux. Penthésilée ne la remet pas en cause dans son essence : ce sont les Premières Mères qui l'ont décidé et les choses doivent se passer ainsi. 
Mais voici que, chez Kleist, Penthésilée a fait un choix, contrairement à ce que disait la loi : comme sa mère Otrere le lui avait prédit sur son lit de mort, elle est tombée amoureuse d'Achille qu'elle a rencontré sur le champ de bataille. Son amour irrésistible pour le grand héros des Grecs dans la Guerre de Troie la fait combattre contre lui avec une force toujours nouvelle, car pour elle la Loi des Mères est sacrée et elle ne veut l'enfreindre à aucun prix. Son amour la conduit à combattre Achille avec une telle frénésie qu'à la fin, aidée de ses chiens, elle déchire celui qu'elle aime avec la frénésie d'une bête, alors que celui-ci, au fond, voudrait se rendre à elle.
Après son acte Penthésilée se réveille comme d'un rêve. D'abord, elle ne veut pas croire que c'est elle qui a commis une telle atrocité. Elle dit qu'elle veut sacrifier à sa vengeance celui qui a fait cela à Achille. Lorsque son amie Prothoe lui explique que c'est elle qui a tué celui qu'elle aimait, Penthésilée ne veut pas le croire. Mais quand elle se rend compte de la vérité, elle donne l'ordre de placer le cadavre d'Achille devant la grande-prêtresse de Diane qu'elle rend moralement responsable de ce qui s'est passé. « Je me désolidarise de la loi des femmes » décide-t-elle, après avoir clairement compris qu'elle a suivi une loi qui s'opposait à sa nature. « Les cendres de Tanaïs, éparpillez-les dans l'air ». Ces cendres de Tanaïs, la première des Amazones, sont synonyme de la Loi d'airain qui vient de l'Urne de toute sainteté et sur laquelle a été fondé l'État des Amazones.
Penthésilée se rend compte trop tard qu'au fil des ans la Loi s'est vidée de tout son sens. C'est à peine si les Amazones savent la raison pour laquelle elle a été créée. La douleur que lui cause la mort de celui qu'elle aimait sert à la reine des Amazones comme une arme, qu'elle dirige contre elle-même, afin de le suivre dans la mort. 
Pour expliquer la mort de Penthésilée, la grande prêtresse invoque la fragilité de cette créature. Prothoe, la meilleure amie et l'amie la plus loyale de Penthésilée, répond au contraire : « Si elle a sombré, c'est qu'elle était trop fière et trop forte. » À l'accusation de faiblesse, elle répond que seul le chêne mort résiste à la tempête, le chêne en bonne santé au contraire tombe facilement parce qu'il est attaqué à sa couronne ». 
Ce que voudrait dire Prothoe, c'est que justement Penthésilée a montré  sa force par l'intensité de ses sentiments, par sa capacité à aimer et à suivre ses sentiments naturels. Elle devait mourir parce que ses sentiments n'étaient pas compatibles avec la lettre rigide de la Loi.

## Forme
Le drame se divise en 24 scènes, ce qui probablement se fonde sur les 24 chants de l'Iliade ou suit la règle aristotélicienne classique qui veut qu'une pièce se déroule dans l'espace d'une journée. 

## Réception
Une publication en avant-première ou « fragment organique » de la pièce a paru d'abord dans Phöbus, revue publiée par Kleist. La possibilité de jouer la pièce sur scène a été souvent discutée. Elle a été durement condamnée par Goethe à qui Kleist l'avait donnée à lire « sur les genoux de son cœur». Les nombreux rapports de messagers et les teichoscopies ont fait déduire à beaucoup que la pièce n'était pas adaptée à la scène. Le fait qu'Achille soit cruellement mis en pièces a rebuté nombre de contemporains, auxquels le néo-classicisme de Winckelmann avait donné le goût de la « noble simplicité et de la grandeur tranquille». C'est pourquoi la pièce n'a été représentée pour la première fois que 65 ans après la mort de Kleist, le 25 avril 1876 à Berlin.

Dans son introduction à la pièce, Roger Ayrault considère Penthésilée comme « le chef d'œuvre tragique de Kleist ». Il explique le rejet radical de Goethe du fait que celui-ci n'a « jamais abordé dans ses drames [...] les aspects les plus violents du tragique humain [...], sinon pour leur imposer une suprême harmonie, comme dans le Faust ; et ainsi qu'il l'écrivait à Schiller, il  a “évité plutôt que recherché” les situations tragiques ». Roger Ayrault cite Nietzsche : 

« Ce que Goethe éprouvait chez Heinrich von Kleist, c'était son sentiment du tragique, dont il se détournait; c'était le côté incurable de la Nature. Lui-même était conciliant et guérissable. Le tragique a pour objet des souffrances incurables, le comique des souffrances guérissables. »

— Nietzsche

## Sources
Cependant Kleist s'orientait davantage vers la tragédie grecque. On peut établir de nombreux parallèles avec les drames d'Euripide. Dans Médée on trouve la confrontation entre deux mondes inconciliables du fait de l'amour de Médée et de Jason l'un pour l'autre. Hippolyte se caractérise entièrement par la chasse. La déesse à qui on s'adresse est Artémis. Dans Les Bacchantes, enfin, Agave en proie à l'ivresse dionysiaque déchire Penthée, son propre fils. 
Dans la tragédie grecque des représentations cruelles étaient tout à fait possibles. Ce n'est que 400 ans plus tard, qu'Horace établira la règle de « ce qui ne doit pas être montré ». 
Le mythe des Amazones nous a été transmis sous de nombreuses formes, mais l'existence réelle de ce peuple n'a pas encore été prouvée jusqu'à maintenant.

## Adaptations musicales
- Karl Goldmark: Penthesilea, Ouverture op. 31 (1884)
- Hugo Wolf: Penthesilea, poème symphonique pour orchestre d'après Heinrich von Kleist (1883-1885)
- Felix Draeseke: Prologue symphonique pour Penthesilea de Heinrich von Kleist pour orchestre, op. 50 (1888)
- Othmar Schoeck: Penthesilea, op. 39, Opéra en un acte (Première à Dresde en 1927)
- René Koering : Scènes de chasse, opéra en un acte d'après Penthésilea, direction de l'orchestre national de Montpellier Languedoc Roussillon : Alain Altinoglu, avec Dörte Lyssewski, Ariel Garcia Valdès, Fionnuala Mc Carty et Quentin Haye lors de sa création mondiale à l'Opéra Berlioz de Montpellier, en 2008.

- Pascal Dusapin Penthesilea en 2016 à La Monnaie de Bruxelles.

## Traductions en français
- Penthésilée, Traduction et préface de Roger Ayrault, Paris, Fernand Aubier - Éditions Montaigne, 1938.
- Penthésilée. Traduction de Julien Gracq. Paris, José Corti, 1954.
- Penthésilée, traduction de Lou Bruder, Paris, Club français du livre, 1960 (volume n° 20, théâtre). Publié avec Catherine de Heilbronn et Le Prince de Hombourg.